# Panzerkampfwagen VIII Maus

Nákres projektu Mäuschen

Panzerkampfwagen VIII Maus (česky: Tank VIII Myš; Sd.Kfz 205) byl německý supertěžký tank, který ovšem nebyl nikdy nasazen v boji. Maus je také nejtěžší zkonstruovaný tank vůbec. Návrhy tohoto tanku byly předány Adolfu Hitlerovi Ferdinandem Porschem v červnu roku 1942 a vzápětí schváleny. Práce na výrobě byly velice usilovné a rychlé, první prototyp, vyroben v roce 1943, byl původně projekt označen názvem Mammut („Mamut“). Později však byl přejmenován na Mäuschen („Myška“) a poté na konečné v roce 1943 na Maus („Myš“).

## Shrnutí

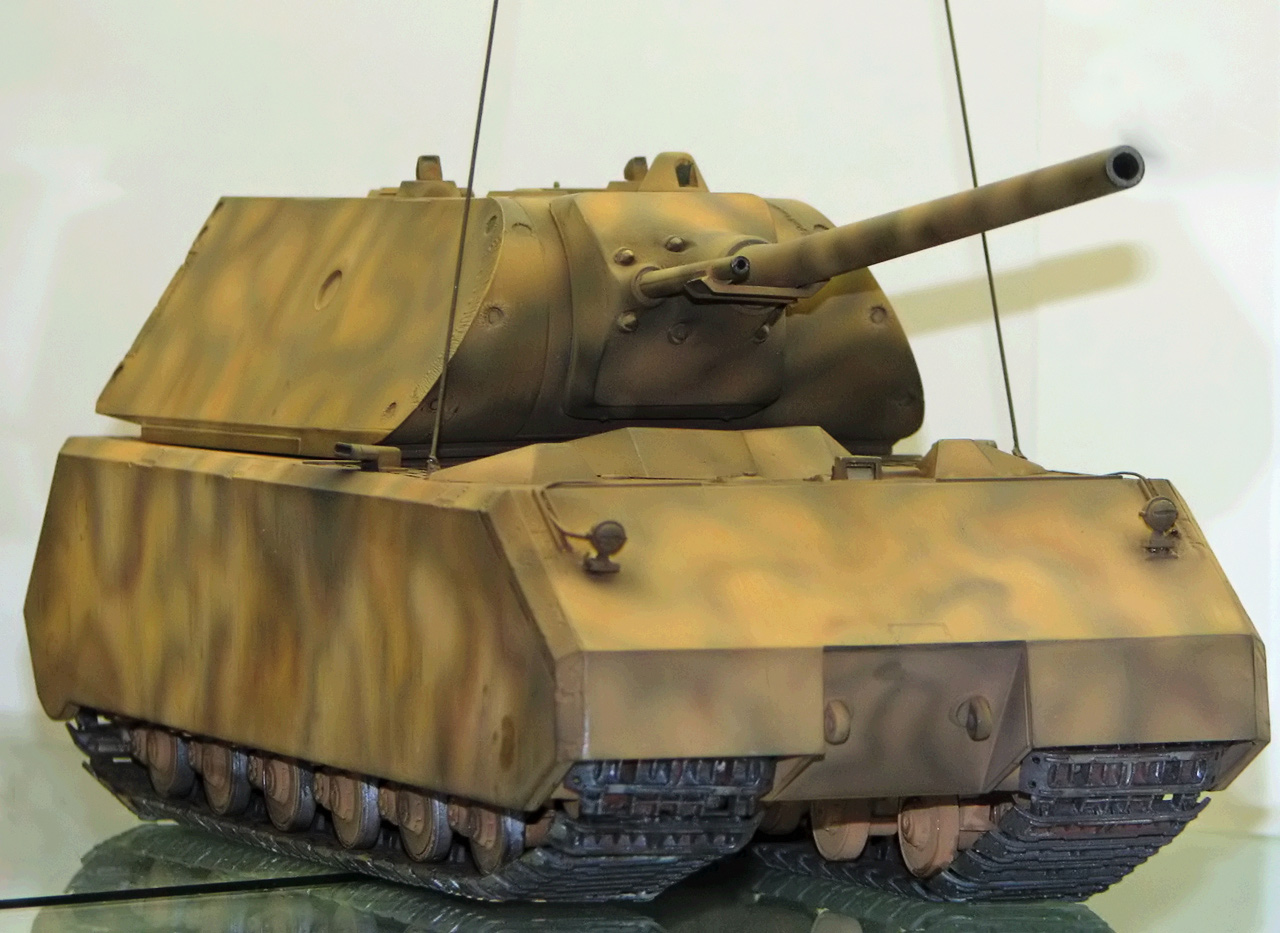
Model tanku Maus

Tank byl 10,9 metru dlouhý, 3,76 m široký, 3,66 m vysoký a vážil cca 188,8 tun (pro srovnání nejpoužívanější ruský tank T-34 vážil 30,9 tun). Maus byl vyzbrojen 128mm dělem s koaxiálním dělem ráže 75 mm a jedním 7,92mm kulometem. Tank měla obsluhovat posádka 5–6 mužů. Pancíř tanku se pohyboval v rozsahu mezi 60–240 mm. Ke konci války bylo ve výrobě osm tanků, z toho byly hotové dva prototypy, z toho jeden se závažím namísto věže. Plán počítal s výrobou první série o počtu 150–200 vozidel.
Kvůli obrovské hmotnosti a velkému objemu vozidla bylo prakticky nemožné, aby Maus přejížděl po mostech (Maus byl vybaven šnorchlem, aby se mohl dostat přes řeku) nebo byl převážen běžným vlakem. Za použití nejsilnějších dostupných motorů byl tank schopen dosáhnout plánované rychlosti 20 km/h na silnici, v terénu to však bylo výrazně méně.
Maus, podobně jako většina tanků konstruovaných firmou Porsche, používal elektrický přenos výkonu. Porsche si na tomto zakládal a se stejným systémem se již dříve účastnil i soutěže na těžký tank Tiger I, ve které ale zvítězila firma Henschel & Sohn a Porscheho přebytečné podvozky byly použity pro stíhače tanků Ferdinand a modernizovanou verzi Elefant.

## Vývoj

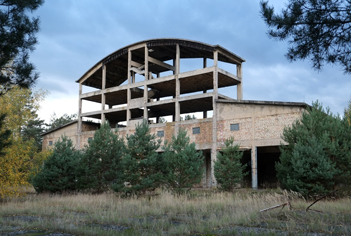
Kummersdorf-Gut, Neue Verskraft, hala pro Panzerkampfwagen VIII „Maus“ (2013)

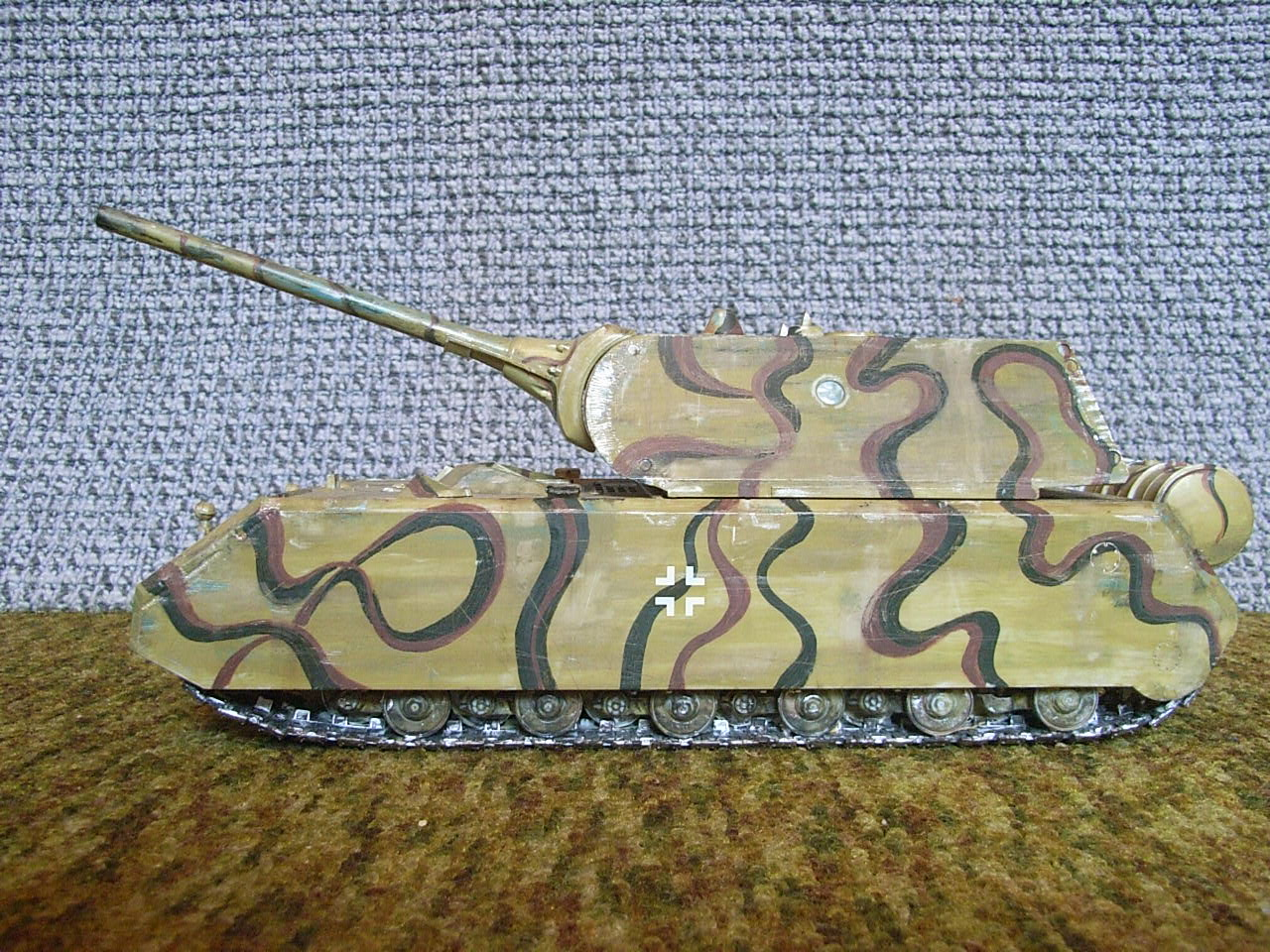
Model tanku Maus v měřítku 1:43, na modelu je jasně zřetelná velikost věže se 128 mm dělem KwK44 L/55

Původní plán počítal s dokončením prvního prototypu v létě 1943 a poté s další dodávkou o rychlosti 5ks za měsíc. Tato výroba byla svěřena továrnám Krupp, zodpovědným za konstrukci podvozku a věže, a továrně Alkett zodpovědné za montáž.
V květnu 1943 byla Hitlerovi předvedena dřevěná maketa, ten poté schválil k výrobě prvních 150 kusů.
Vývoj Mause pokračoval, ale v říjnu 1943 Hitler zrušil objednávku 150 kusů. Toto nařízení bylo následováno v listopadu úplným zastavením vývoje. První prototypy však měly být dokončeny na Hitlerův rozkaz.
První prototyp bez věže Alkett dokončil v prosinci 1943. Věž zastoupilo závaží stejné hmotnosti jako plánovaná věž.
Kromě problémů s rychlostí Maus nebyl schopný přejíždět po mostech. Z toho důvodu byl Maus předělán na obojživelný tank . Toky do hloubky 3 metrů byl Maus schopen překročit bez problémů, ale v hlubších vodách musel být Maus napojen na druhý tank, aby mohl přejet na dně toku. Toto bylo zajištěno dlouhým elektrickým kabelem a šnorchlem, které umožňovaly přejet v hloubkách až do 13 metrů. Když první Maus překročil, mohl napájet druhý z opačného břehu. V březnu 1944 byl dokončen druhý prototyp. Tento model byl v mnohém odlišný od prvního. V polovině roku 1944 byla druhá verze vybavená novým elektrogenerátorem a první funkční vlastní věží, vybavenou všemi plánovanými zbraněmi. Původně se měla i první verze doplnit funkční věží, to se však nikdy nestalo.
Krupp začal v červnu 1944 s produkcí dalších 4 strojů, avšak výroba byla zastavena a nedokončené kusy podvozků a věží byly po konci války sešrotovány. Veškerá práce u Kruppa přestala v srpnu 1944. Mezitím se začalo se zkouškami na druhém prototypu, který byl rovněž vybaven dieselovým motorem Daimler-Benz MB 517, novým elektrickým řídícím systémem a novým převodovým systémem vyrobeným v dílnách Škody Plzeň.
Z důvodů téměř nemožné přepravy po železnici byl pro Mause vytvořen speciální přepravní vagon.

## Bojové nasazení

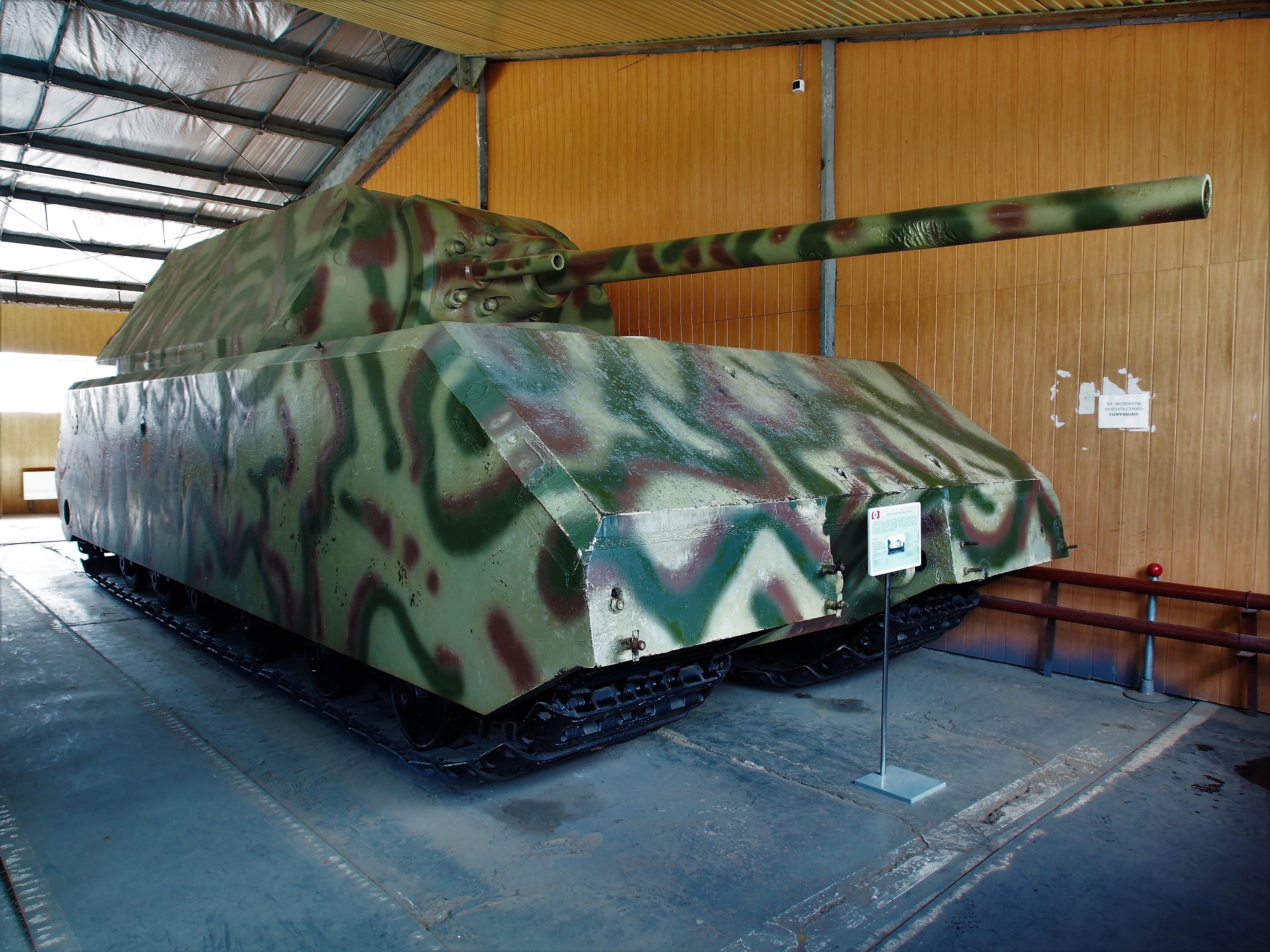
Sestavený neautentický exponát tankového muzea v Kubince

Prototypy zůstaly v Kummersdorfu a ve výrobním areálu v Böblingenu, kde byly v posledních týdnech války zničeny před postupující Rudou armádou. Ta zabrala první verzi v okolí Kummersdorfu u těžkých artilerií a i druhý model. Legenda traduje, že druhý prototyp s funkčním dělem měl sehrát roli v obraně Berlína. Ve skutečnosti byl zničen v Kummersdorfu, aby nepadl do rukou Rudé armády.
Rusové později namontovali na první prototyp tanku věž z poničené druhé verze. Tím získali jeden kompletní, ale nikoli funkční tank. Podvozek první verze neměl funkční pohon a věž z druhé verze byla poškozena zmíněnou záměrnou sabotáží. V roce 1946 byl Maus otestován nejdříve přímo v Kummersdorfu, následně byl převezen do Sovětského svazu na testovací polygon Kubinka. V současnosti je tank vystaven v Kubinském tankovém muzeu.